# Rancho Nuevo, Acatlán
Rancho Nuevo är en ort i Mexiko.   Den ligger i kommunen Acatlán och delstaten Puebla, i den sydöstra delen av landet, 190 km sydost om huvudstaden Mexico City. Rancho Nuevo ligger 1 211 meter över havet och antalet invånare är 238.
Terrängen runt Rancho Nuevo är kuperad, och sluttar norrut. Runt Rancho Nuevo är det ganska tätbefolkat, med 60 invånare per kvadratkilometer. Närmaste större samhälle är Mariscala de Juárez, 13,3 km sydost om Rancho Nuevo. I omgivningarna runt Rancho Nuevo växer huvudsakligen savannskog.